# 泉佐野泉南医師会看護専門学校
泉佐野泉南医師会看護専門学校（いずみさのせんなんいしかいかんごせんもんがっこう）は、大阪府泉佐野市にある専修学校である。

## 沿革
- 1997年 泉佐野泉南医師会立看護高等専修学校となる。（元は泉佐野市立の准看護学校）
- 2002年 現校名となる。

## 所在地
- 〒598-0063 大阪府泉佐野市湊1丁目1番30号
- 最寄り駅は、南海泉佐野駅

## その他
- 募集人数は約40人。